# 66667 Камбік
66667 Камбік (66667 Kambic) — астероїд головного поясу, відкритий 8 жовтня 1999 року.
Тіссеранів параметр щодо Юпітера — 3,622.